# 沿志奏逢
『沿志奏逢』（そうしそうあい）は、日本のバンド・Bank Bandの1枚目のカバー・アルバム。2004年10月20日にトイズファクトリーより30万枚限定で発売された。

## 背景・制作
2003年に小林武史と櫻井和寿らが非営利組織「ap bank」を立ち上げる。その翌年の1月、ap bankの活動や考えを音楽を通して感じて欲しいという想いから、東京・六本木でライブ『BGM 〜Bank with Gift of Music for AP BANK』を3公演開催。ライブ自体は赤字となったため、当初はライブの模様をDVDにして発売することで黒字にすることも考えられていた。しかし、ライブの手応えからバンドメンバーが再集結しスタジオ・レコーディングを行ない、Bank BandとしてCDでリリースするに至った。小林は「思った以上にライブがよくて、これはやっぱりCDにした方がいいんじゃないかと思ったんですよ。その方がみんなAPバンクというものを少なくとも伝えていけるし、CDを聴いてもらえれば、何かしらの想いをよりリアルなところで感じとってもらえるんじゃないかという自信が持てた」と語っている。

## 音楽性
櫻井和寿が選曲を行ない、自身が影響を受けた日本のミュージシャンの楽曲をカバーしているほか、Mr.Childrenの楽曲もセルフカバーしている。選曲理由として、櫻井は「単に自分が好きだった曲を選曲したのではなくて、自分なりにメッセージを感じ取って、なおかつ演奏するとき、それを込めてやってみました」と述べている。また、過去の楽曲をカバーしたことについて、小林武史は「自分達のごく身近にあった過去の楽曲のなかのメッセージを紡いでいくことで、新しいメッセージを作る、そのことにこそ、意義があると思っています」とコメントしている。
収録曲はすべてライブ『BGM 〜Bank with Gift of Music for AP BANK』で披露された楽曲であるが、同じく披露されていた「最終電車」（小山卓治の楽曲のカバー）、「ストレンジ カメレオン」（the pillowsの楽曲のカバー）、「カビ」（仲井戸麗市の楽曲のカバー）は未収録となった。

### アルバムタイトル
タイトルは「志に沿い、出逢いを奏でる」と書いて「そうしそうあい」と読む。これは櫻井の中で「相思相愛」という言葉が浮かび、それを当て字にしたもの。櫻井は「自分が聴いてきたアーティストの志を引き継いで、そのアーティストを聴いたことがなかった世代とも繋がっていけたらという、そんな思いから浮かんだのが、この言葉でした」と語っている。当初はライブのタイトルでもある『BGM』をアルバムタイトルとすることも考えていたという。

## リリース・プロモーション
限定生産盤のみの1形態で発売。紙ジャケット仕様となっている。また、CD EXTRAとして櫻井和寿からのメッセージが収録されている。
本作の収益はap bankの維持のために使われる。
本作は30万枚のみ限定生産で、これは営利目的ではないためap bankの運営資金として必要な金額が入る枚数を限定としたものである。そのため現在は入手困難となっているが、2018年6月14日より本作を含むBank Bandの全楽曲のダウンロード配信・サブスクリプション配信がスタートし、容易に聴くことが可能となった。
本作の発売翌月に、ライブ『BGM Vol.2 〜沿志奏逢』を東京と大阪で計6公演開催。シークレットトラックを含め本作の収録曲が再び全曲演奏された。

### シークレットトラック
12曲目にはシークレットトラックとして2種類の楽曲のうちどちらか1曲が収録されている。しかし、その曲はCDを聴くまでどちらが収録されているか分からない仕様となっている。
- 歌い出しが「この星が 何処へ行こうとしてるのか」で始まれば、その曲は浜田省吾の「僕と彼女と週末に」（以下甲と略す）であり、「これこそはと 信じれるものが」で始まれば、その曲は吉田拓郎の「イメージの詩」（以下乙と略す）である。
- また、CD全曲の収録時間にも違いがあり、（およそ）70分3秒ならば甲で、70分57秒ならば乙である。

しかし、以下のような区別の仕方もある。
- ジャケットを包むビニールに添付されているシールに表記されている品番の印刷のされ方に違いが見られ、「TFCC-」とスペースがなければ甲で、「TFCC - 」とスペースがあれば乙である。
- ディスク裏に細かく表記されている品番に「A」または「B」のどちらかが書き加えられており、Aの場合は甲で、Bの場合は乙である。

なお、先述の配信版にはこれらのシークレットトラックは収録されておらず、現状ではCDでしか聴くことが出来ない。

## アートワーク
アートディレクターは佐藤可士和が担当。ジャケットには1本のキュウリが描かれており、これはアメリカのロックバンド、ヴェルヴェット・アンダーグラウンドの1stアルバム『ヴェルヴェット・アンダーグラウンド・アンド・ニコ』のバナナが描かれたジャケットのパロディである。このキュウリは小林武史が家庭栽培で収穫したキュウリがモチーフとなっている。

## 収録曲
- 全編曲：Bank Band / 弦編曲：小林武史・四家卯大 / プロデュース：小林武史

1. 僕たちの将来 [6:47]
  - 作詞・作曲：中島みゆき

中島みゆきの楽曲のカバー。
2. カルアミルク [5:18]
  - 作詞・作曲：岡村靖幸

岡村靖章の楽曲のカバー。
櫻井和寿曰く、ライブ『BGM 〜Bank with Gift of Music for AP BANK』をラフォーレミュージアム六本木で開催したため、六本木が舞台となっているこの楽曲を選んだとのこと[6]。
野外音楽フェスティバル『ap bank fes '18』ではゲストの岡村本人と共に演奏された。
ベスト・アルバム『沿志奏逢4』にも収録された。
3. トーキョー シティー ヒエラルキー [6:13]
  - 作詞・作曲：山口洋

ヒートウェイヴの楽曲のカバー。
ベスト・アルバム『沿志奏逢4』にも収録された。
4. 突然の贈りもの [6:11]
  - 作詞・作曲：大貫妙子

大貫妙子の楽曲のカバー。
『ap bank fes '07』ではゲストの大貫本人と共に演奏され、その模様は同ライブDVDにも収録されている。
5. 限りない欲望 [8:56]
  - 作詞・作曲：井上陽水

井上陽水の楽曲のカバー。
井上のトリビュート・アルバム『YOSUI TRIBUTE』にも収録されている。
6. マイ ホーム タウン [5:18]
  - 作詞・作曲：浜田省吾

浜田省吾の楽曲のカバー。
『ap bank fes '05』ではゲストの浜田本人と共に演奏された。
7. 糸 [4:44]
  - 作詞・作曲：中島みゆき

中島みゆきの楽曲のカバー。
2005年5月に住友生命「LIVE ONE」CMソングに起用された[13]。
2007年4月20日放送のフジテレビ系ドラマ『介助犬ムサシ 〜学校へ行こう!〜』の主題歌にも起用された[14]。
中島のトリビュート・アルバム『元気ですか』にも収録されている。
ミュージック・ビデオが制作されており、ライブDVD『BGM Vol.2 〜沿志奏逢』に収録されている。監督は村田朋泰が務め、全編手描きアニメーションとなっている。
ベスト・アルバム『沿志奏逢4』にも収録された。
8. HERO [6:53]
  - 作詞・作曲：桜井和寿

Mr.Childrenの楽曲のカバー。
ベスト・アルバム『沿志奏逢4』に『ap bank fes '05』でのライブ音源が収録された。
9. 幸福のカノン [4:45]
  - 作詞・作曲：さねよしいさ子

さねよしいさ子の楽曲のカバー。
10. 優しい歌 [4:10]
  - 作詞・作曲：桜井和寿

Mr.Childrenの楽曲のカバー。
ミュージック・ビデオは、『BGM 〜Bank with Gift of Music for AP BANK』のライブ映像が使用されている[15]。監督は丹下紘希が務めた。
11. 歓喜の歌 [3:00]
  - 作詞：遠藤賢司・岩佐東一郎 / 作曲：ルートヴィヒ・ヴァン・ベートーヴェン

遠藤賢司の楽曲のカバー。
12. 僕と彼女と週末に [7:38] / イメージの詩 [8:31]
  - 作詞・作曲：浜田省吾 / 作詞・作曲：吉田拓郎

シークレットトラック。浜田省吾の楽曲のカバーと吉田拓郎の楽曲のカバーのどちらか一方が収録されている。
浜田はこのアルバムに収録された2曲の著作権使用料3,735,397円を、自身の設立した基金「J.S.Foundation」に寄付した[16]。
「イメージの詩」はスタジオレコーディングされたものではなく、『BGM ～Bank with Gift of Music for AP BANK』のライブ音源となっている。

## 参加ミュージシャン
- Bank Band
  - 櫻井和寿：Vocal & Guitar
  - 小林武史：Keyboards
  - 古川昌義：Guitar
  - 美久月千晴：Bass
  - 山木秀夫：Drums
  - 山本拓夫：Sax
- 四家卯大：Cello (#1)
- 四家卯大ストリングス：Strings (#7)
- 吉田誠：Computer Programming
- 安達練：Keyboards

## テレビ出演
| 番組名           | 日付           | 放送局     | 演奏曲                     |
| ---------------- | -------------- | ---------- | -------------------------- |
| 情報ライブ EZ!TV | 2004年12月12日 | フジテレビ | [ 注 2 ]                   |
| SONGS            | 2021年9月30日  | NHK総合    | 糸                         |
| SONGS            | 2021年9月30日  | NHK総合    | 奏逢 〜Bank Bandのテーマ〜 |
| SONGS            | 2021年9月30日  | NHK総合    | 東京協奏曲                 |
| SONGS            | 2021年9月30日  | NHK総合    | to U                       |

## ライブ映像作品
| 曲名                             | 作品名               |
| -------------------------------- | -------------------- |
| 僕たちの将来                     | BGM Vol.2 〜沿志奏逢 |
| カルアミルク                     | BGM Vol.2 〜沿志奏逢 |
| カルアミルク                     | ap bank fes '10      |
| トーキョー シティー ヒエラルキー | BGM Vol.2 〜沿志奏逢 |
| 突然の贈りもの                   | BGM Vol.2 〜沿志奏逢 |
| 限りない欲望                     | BGM Vol.2 〜沿志奏逢 |
| マイ ホーム タウン               | BGM Vol.2 〜沿志奏逢 |
| 糸                               | BGM Vol.2 〜沿志奏逢 |
| 糸                               | ap bank fes '05      |
| 糸                               | ap bank fes '09      |
| 糸                               | ap bank fes '10      |
| HERO                             | BGM Vol.2 〜沿志奏逢 |
| HERO                             | ap bank fes '05      |
| 幸福のカノン                     | BGM Vol.2 〜沿志奏逢 |
| 優しい歌                         | BGM Vol.2 〜沿志奏逢 |
| 優しい歌                         | ap bank fes '08      |
| 歓喜の歌                         | BGM Vol.2 〜沿志奏逢 |
| 歓喜の歌                         | ap bank fes '10      |
| 僕と彼女と週末に                 | BGM Vol.2 〜沿志奏逢 |
| 僕と彼女と週末に                 | ap bank fes '10      |
| イメージの詩                     | BGM Vol.2 〜沿志奏逢 |